# えびおろし

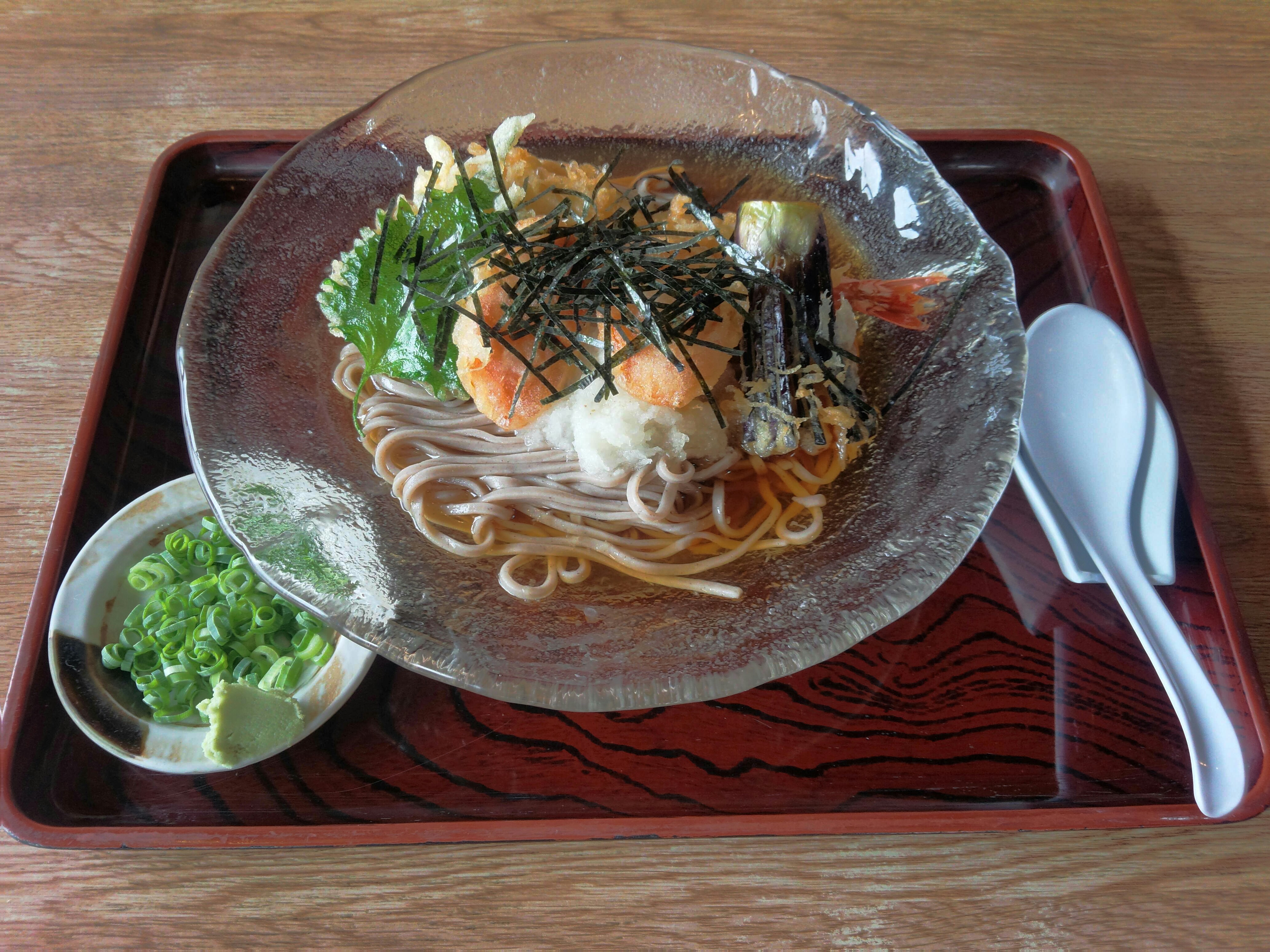
えびおろし蕎麦

えびおろしは、名古屋めしの一種。

## 概要
出汁を注いだ蕎麦・きしめん・うどんの上に大根おろしをかけ、さらに海老の天ぷらを乗せたもの。麺類の温かい・冷たいは問わないが、一般的には冷たいものの方が多い。
大ぶりな海老の天ぷらを乗せるためか、底の浅い平らな丼を器とすることが多い。
1968年に橋爪淳が愛知県名古屋市瑞穂区で「えびすや」を開業（現在は愛知県海部郡大治町で「えびすや大治店」を営業）し、新メニューとして考案されたのが始まりであり、店主の橋爪淳が独立して開業する前に、「えびすや本店」（名古屋市中区）で、修業していた時、賄い料理として大根おろしをのせたうどんと、客からのリクエストでざるうどんにえび天を乗せていたことから、えびおろしの発想を思いついた。